# Glen De Boeck
Glen De Boeck (Boom, 22 augustus 1971) is een Belgisch voetbalcoach en voormalig voetballer. Hij was een verdediger, zowel in de rol van stopper als libero. Hij speelde vaak op het middenveld. Met RSC Anderlecht werd hij van 1995 tot 2005 onder meer driemaal Belgisch landskampioen. In 2001 en 2004 gebeurde dat met De Boeck als aanvoerder. 
Na zijn actieve carrière die wegens veel blessureleed aan vooral de knie was geëindigd, werd De Boeck actief als voetbalcoach. In de periode 2005–2023 was hij aanvankelijk assistent-coach bij RSC Anderlecht — onder leiding van een ander paars-wit clubicoon, Frank Vercauteren — en was hij nadien hoofdcoach van achtereenvolgens de toenmalige eersteklasseclubs: Cercle Brugge KSV, het voormalige Germinal Beerschot, Waasland-Beveren, het voormalige Moeskroen-Péruwelz, een eerste maal Kortrijk en het voormalige Sporting Lokeren. De Boecks meest recente job was de functie van hoofdcoach bij de eersteklasseclub Kortrijk, waar hij op 5 december 2023 de laan werd uitgestuurd. Tussendoor coachte hij in 2011 kortstondig het Nederlandse VVV Venlo uit de Eredivisie. 

## Carrière als speler

### Boom FC
Glen De Boeck sloot zich in 1979 aan bij Boom FC. De Antwerpenaar doorliep er alle jeugdreeksen en maakte in het seizoen 1990/91 onder trainer Rik Pauwels zijn officieel debuut voor de toenmalige tweedeklasser. De 20-jarige De Boeck was in die dagen bij Boom een ploegmaat van onder meer doelman Dirk Vekeman, middenvelder Peter Van Wambeke en spits Roger Lukaku (vader van Romelu en Jordan). Het daaropvolgende seizoen werd de libero een titularis. Boom eindigde als vierde en wist via de eindronde de promotie naar eerste klasse af te dwingen.

### KV Mechelen
De Boeck werd beschouwd als een van de revelaties uit tweede klasse en versierde in de zomer van 1992 een transfer naar eersteklasser KV Mechelen, waar hij een teamgenoot werd van o.a. Michel Preud'homme, Koen Sanders en Alex Czerniatynski. In het team van trainer Fi Van Hoof toonde hij reeds in de eerste competitiewedstrijd van het seizoen 1992/93 zijn waarde: Mechelen versloeg Cercle Brugge met 6-2, na onder meer twee doelpunten van De Boeck. In geen tijd ontpopte hij zich tot een sterkhouder bij de Maneblussers, waardoor hij ook in eerste klasse een revelatie werd.
De persoonlijke prestaties van de centrale verdediger waren weliswaar uitstekend, zijn team maakte op sportief vlak een moeilijke periode mee. Na de Europese en nationale successen eind jaren 80 draaide voorzitter John Cordier de geldkraan dicht. Tal van titularissen trokken naar rechtstreekse concurrenten of buitenlandse competities waardoor Mechelen terugzakte naar de middenmoot. De Boeck eindigde in 1994 op een achtste plaats. Nadien trok het bestuur Walter Meeuws aan als nieuwe coach, maar ook hij kon de club niet naar nieuw succes leiden.

### RSC Anderlecht
In 1995 maakte de stijlrijke verdediger de overstap naar RSC Anderlecht. De club had net drie opeenvolgende landstitel veroverd, maar kende in de zomer van 1995 een moeilijke seizoensstart. Trainer Herbert Neumann werd al na enkele weken ontslagen, waarna Raymond Goethals tijdelijk het roer overnam. Uiteindelijk haalde het bestuur de Nederlander Johan Boskamp terug. Onder Boskamp vormde De Boeck samen met Georges Grün het centrale duo in de defensie.
Het Bosman-arrest zorgde ervoor dat Anderlecht het midden jaren 90 het op financieel vlak zwaar te verduren kreeg. Ook voor De Boeck zelf was het zware periode, de verdediger kwam in het seizoen 1996/97 amper aan spelen toe door een ernstige blessure aan de rechterknie. Hij werd drie keer geopereerd. Een jaar later werd René Vandereycken hoofdcoach en werd de libero opnieuw een vaste waarde. Sportief ging het RSC Anderlecht niet voor de wind. Vandereycken werd ontslagen en ook zijn opvolger Arie Haan kon niet voor beterschap zorgen. In september 1998 namen Jean Dockx en Frank Vercauteren de leiding over. Ondanks de vele trainerwissels bleef De Boeck een titularis.
In 2000 veroverde hij met Anderlecht zijn eerste landstitel. De nieuwe coach Aimé Anthuenis maakte van De Boeck en Lorenzo Staelens het nieuwe centrale verdedigingsduo van paars-wit, dat zich in augustus 2000 ook wist te plaatsen voor de UEFA Champions League. In de laatste voorronde schakelden De Boeck en zijn ploegmakkers FC Porto uit. In de heenwedstrijd tegen de Portugese topclub kwam het tot een hevige botsing tussen De Boeck en Staelens. Beide verdedigers keken naar een hoge bal en merkten elkaar niet op. De Boeck brak zijn neus en miste door het incident de belangrijke terugwedstrijd. Voor de groepsfase van het kampioenenbal raakte De Boeck wel fit. Anderlecht won in de groepsfase van onder meer Manchester United en PSV en plaatste zich zo voor de tweede groepsfase. Daarin werd het derde ondanks thuiszeges tegen Lazio Roma en Real Madrid.
Toen Staelens in januari 2001 vertrok, nam De Boeck de aanvoerdersband over. De nieuwe kapitein van Anderlecht veroverde enkele maanden later zijn tweede titel op rij. In 2004 werd de net geen 34-jarige centrale verdediger onder toenmalig coach Hugo Broos voor de derde keer kampioen, al was hij dat seizoen door een nieuwe knieblessure en de ontbolstering van Vincent Kompany niet veel aan spelen toegekomen. Walter Baseggio werd in zijn afwezigheid kapitein.
Na een maandenlange revalidatie keerde De Boeck terug, maar al snel sloeg het noodlot toe. In november 2004, enkele maanden na zijn vorige blessure, raakte hij weer ernstig gekwetst aan de knie. De verdediger die nog een contract had tot 2006 zette uiteindelijk in februari 2005 een punt achter zijn spelerscarrière.

## Nationale ploeg
Op woensdag 6 oktober 1993 debuteerde De Boeck als Rode Duivel. Van bondscoach Paul Van Himst mocht hij toen een volledige interland afwerken tegen Gabon, net als Eric Van Meir (RCSC Charleroi). De toenmalige libero van KV Mechelen mocht enkele maanden later wel niet mee naar het WK in de Verenigde Staten.
Zijn eerste grote toernooi speelde hij pas vier jaar later. Onder bondscoach Georges Leekens maakte hij deel uit van de selectie voor het WK 1998 in Frankrijk. In het tweede duel van de groepsfase, tegen Mexico, mocht hij invallen voor aanvoerder Franky Van der Elst. België vloog er na de groepsfase uit.
Voor Euro 2000, dat door België en Nederland georganiseerd werd, werd De Boeck gepasseerd door bondscoach Robert Waseige. Hij noemde de tandem Staelens-De Boeck niet wendbaar genoeg. Maar twee jaar later nam Waseige hem wel mee naar het WK in Japan en Zuid-Korea. Het eerste duel, tegen gastland Japan, miste hij door een enkelblessure. In de volgende wedstrijden van de groepsfase startte hij telkens in de basis. België nam het een ronde later op tegen Brazilië. De Boeck speelde niet mee door een rugblessure.
Op 21 augustus 2002 namen de Duivels het in een vriendschappelijk duel op tegen Polen. De Boeck mocht aan de rust invallen voor Daniel Van Buyten. Het was zijn laatste interland. De Boeck speelde in totaal 36 keer voor de nationale ploeg. Op 18 mei 2002, in een oefenduel tegen regerend Europees en wereldkampioen Frankrijk, scoorde hij zijn enige doelpunt voor de Rode Duivels. België won de wedstrijd met 1-2.
| Interlands van Glen De Boeck voor België | Interlands van Glen De Boeck voor België | Interlands van Glen De Boeck voor België | Interlands van Glen De Boeck voor België | Interlands van Glen De Boeck voor België | Interlands van Glen De Boeck voor België |
| №                                        | Datum                                    | Wedstrijd                                | Uitslag                                  | Competitie                               | Goals                                    |
| Als speler van KV Mechelen               | Als speler van KV Mechelen               | Als speler van KV Mechelen               | Als speler van KV Mechelen               | Als speler van KV Mechelen               | Als speler van KV Mechelen               |
| ---------------------------------------- | ---------------------------------------- | ---------------------------------------- | ---------------------------------------- | ---------------------------------------- | ---------------------------------------- |
| 1                                        | 06.10.1993                               | België – Gabon                           | 2–1                                      | Oefeninterland                           |                                          |
| Als speler van RSC Anderlecht            |                                          |                                          |                                          |                                          |                                          |
| 1                                        | 07.10.1995                               | Armenië – België                         | 0–2                                      | EK-kwalificatie                          |                                          |
| 2                                        | 15.11.1995                               | Cyprus – België                          | 1–1                                      | EK-kwalificatie                          |                                          |
| 3                                        | 15.11.1997                               | België – Ierland                         | 2–1                                      | WK-kwalificatie                          |                                          |
| 4                                        | 25.03.1998                               | België – Noorwegen                       | 2–2                                      | Oefeninterland                           |                                          |
| 5                                        | 22.04.1998                               | België – Roemenië                        | 1–1                                      | Oefeninterland                           |                                          |
| 6                                        | 29.05.1998                               | België – Engeland                        | 0–0                                      | King Hassan II Cup                       |                                          |
| 7                                        | 03.06.1998                               | België – Colombia                        | 2–0                                      | Oefeninterland                           |                                          |
| 8                                        | 06.06.1998                               | België – Paraguay                        | 1–0                                      | Oefeninterland                           |                                          |
| 9                                        | 20.06.1998                               | België – Mexico                          | 2–2                                      | WK-eindronde                             |                                          |
| 10                                       | 18.11.1998                               | Luxemburg – België                       | 0–0                                      | Oefeninterland                           |                                          |
| 11                                       | 03.02.1999                               | Cyprus – België                          | 0–1                                      | Oefeninterland                           |                                          |
| 12                                       | 05.02.1999                               | Griekenland – België                     | 1–0                                      | Oefeninterland                           |                                          |
| 13                                       | 09.02.1999                               | België – Tsjechië                        | 0–1                                      | Oefeninterland                           |                                          |
| 14                                       | 27.03.1999                               | België – Bulgarije                       | 0–1                                      | Oefeninterland                           |                                          |
| 15                                       | 30.03.1999                               | België – Egypte                          | 0–1                                      | Oefeninterland                           |                                          |
| 16                                       | 28.04.1999                               | Roemenië – België                        | 1–0                                      | Oefeninterland                           |                                          |
| 17                                       | 30.05.1999                               | België – Peru                            | 1–1                                      | Kirin Cup                                |                                          |
| 18                                       | 03.06.1999                               | Japan – België                           | 0–0                                      | Kirin Cup                                |                                          |
| 19                                       | 05.06.1999                               | Zuid-Korea – België                      | 1–2                                      | Oefeninterland                           |                                          |
| 20                                       | 18.08.1999                               | België – Finland                         | 3–4                                      | Oefeninterland                           |                                          |
| 21                                       | 07.09.1999                               | België – Marokko                         | 4–0                                      | Oefeninterland                           |                                          |
| 22                                       | 24.03.2001                               | Schotland – België                       | 2–2                                      | WK-kwalificatie                          |                                          |
| 23                                       | 15.08.2001                               | Finland – België                         | 4–1                                      | Oefeninterland                           |                                          |
| 24                                       | 05.09.2001                               | België – Schotland                       | 2–0                                      | WK-kwalificatie                          |                                          |
| 25                                       | 06.10.2001                               | Kroatië – België                         | 1–0                                      | WK-kwalificatie                          |                                          |
| 26                                       | 10.11.2001                               | België – Tsjechië                        | 1–0                                      | WK-kwalificatie                          |                                          |
| 27                                       | 14.11.2001                               | Tsjechië – België                        | 0–1                                      | WK-kwalificatie                          |                                          |
| 28                                       | 17.04.2002                               | België – Slowakije                       | 1–1                                      | Oefeninterland                           |                                          |
| 29                                       | 14.05.2002                               | België – Algerije                        | 0–0                                      | Oefeninterland                           |                                          |
| 30                                       | 18.05.2002                               | Frankrijk – België                       | 1–2                                      | Oefeninterland                           | Goal                                     |
| 31                                       | 26.05.2002                               | België – Costa Rica                      | 1–0                                      | Oefeninterland                           |                                          |
| 32                                       | 10.06.2002                               | Tunesië – België                         | 1–1                                      | WK-eindronde                             |                                          |
| 33                                       | 14.06.2002                               | België – Rusland                         | 3–2                                      | WK-eindronde                             |                                          |
| 34                                       | 21.08.2002                               | Polen – België                           | 1–1                                      | Oefeninterland                           |                                          |

## Carrière als trainer

### RSC Anderlecht
In februari 2005 werd Hugo Broos bij Anderlecht vervangen door zijn assistent Frank Vercauteren. De toen geblesseerde De Boeck zette vervolgens een punt achter zijn carrière om hulptrainer te worden onder Vercauteren. Onder leiding van het tweetal werd Anderlecht eerst vice- en vervolgens landskampioen. Aan het einde van het seizoen 2006/07 kreeg de gewezen verdediger van het bestuur te horen dat zijn contract niet verlengd zou worden. Hij werd opgevolgd door Ariël Jacobs.

### Cercle Brugge
Glen De Boeck solliciteerde naar een baan als hoofdtrainer en kreeg uiteindelijk zijn kans bij eersteklasser Cercle Brugge. De nieuwbakken coach tekende op 23 april 2007 een contract van twee jaar bij de Brugse voetbalvereniging, waar hij Harm van Veldhoven opvolgde. Officieel kreeg De Boeck de functie van technisch directeur, terwijl Eddy Van de Ven op papier trainer werd. Zo omzeilde Cercle het feit dat De Boeck geen officieel trainersdiploma op zak had.
Onder leiding van De Boeck groeide Cercle in geen tijd uit tot een subtopper. Jonge spelers als Tom De Sutter en Stijn De Smet ontbolsterden en werden revelaties in de hoogste afdeling. Cercle sloot het seizoen 2007/08 af als vierde. Het was het beste resultaat sinds het seizoen 1932/33. De Boeck zelf kwam na afloop van het seizoen ook in aanmerking voor de titel Trainer van het Jaar.
Voor het seizoen 2008/09 nam De Boeck zijn oud-ploegmaat Lorenzo Staelens aan als assistent. De twee gewezen Rode Duivels zakten met Cercle terug naar de middenmoot, hoewel het team nog steeds bekendstond omwille van zijn verzorgd en aanvallend voetbal. Mede daardoor en omwille van De Boecks vlotte babbel en uitstraling werd hij aanvankelijk beschouwd als de prins van de Belgische trainersgilde. In 2010 bereikte hij met Cercle de bekerfinale, maar verloor daarin kansloos van AA Gent.

### Germinal Beerschot
De Boeck had in april 2010 zijn contract bij Cercle verlengd tot 2014, maar dat hield hem in mei 2010 niet tegen om met Germinal Beerschot te praten. Op 21 mei 2010 tekende hij een verbintenis voor drie seizoenen bij de Antwerpse club. De Boeck had naar eigen zeggen niet gesolliciteerd naar een functie bij Germinal Beerschot, maar kwam per toeval te weten dat de club op zoek was naar een nieuwe trainer toen hij toenmalig voorzitter Herman Kesters telefoneerde omwille van een kapotte grasmaaier. Frans Schotte, toenmalig voorzitter van Cercle, noemde de hele zaak achteraf "degoutant".

De Boeck: Zonder kapotte grasmaaier was ik nog bij Cercle.

De inmiddels 39-jarige De Boeck kreeg bij Beerschot spelers als Daniel Cruz, Mats Rits, Sherjill Mac-Donald en Bart Goor onder zijn hoede. Desondanks kende Germinal Beerschot een slechte seizoensstart. Pas op de zesde speeldag kon de Antwerpse club voor het eerst winnen. Supporters steunden De Boeck, maar binnen het bestuur waren de meningen verdeeld. Erevoorzitter Jos Verhaegen, die naar eigen zeggen niet geconsulteerd was bij de aanwerving van De Boeck, was de trainer liever kwijt, voorzitter Kesters niet. Het kwam tot een conflict binnen de bestuurskamer, waarna De Boeck olie op het vuur gooide door via de pers Verhaegen en diens schoonzoon en toenmalig technisch directeur Gunther Hofmans aan te vallen. Eind november kreeg De Boeck zijn ontslag, waarna ook Kesters aan de deur werd gezet en opgevolgd door Patrick Vanoppen. De Boeck kreeg zijn ontslag via een deurwaarder en is sindsdien voor 15 jaar verbannen op Het Kiel.

### VVV-Venlo
Reeds tijdens de winterstop van het seizoen 2010/11 was De Boeck in beeld bij het Nederlandse VVV-Venlo. Uiteindelijk trok de club hem pas in de zomer van 2011 aan. De Boeck volgde bij VVV interim-coach Willy Boessen op. VVV had in het seizoen 2010/11 tegen de degradatie gestreden en aan die situatie veranderde onder De Boeck niets. VVV incasseerde veel doelpunten, pakte amper punten en kende opnieuw een moeilijk jaar. Na een 7-0-nederlaag tegen Heracles hield de trainer de eer aan zichzelf. Begin december 2011 stapte hij zelf op. De club stond op dat ogenblik laatste in de Eredivisie. Onder De Boecks opvolger Ton Lokhoff wist de club alsnog rechtstreekse degradatie te vermijden.

### Waasland-Beveren
Nadat hij ontslag had genomen, zat De Boeck opnieuw maanden zonder werkgever. Begin november 2012 kwam hij in beeld bij Sporting Lissabon. Zijn vroegere collega Frank Vercauteren was er net hoofdcoach geworden en wilde De Boeck als zijn assistent aanstellen. Uiteindelijk keerde De Boeck terug naar België. Op 19 november 2012 volgde hij Dirk Geeraerd op bij promovendus Waasland-Beveren. Hij wist zich met de club te verzekeren van het behoud. Op dinsdag 29 oktober 2013 zet Waasland-Beveren Glen De Boeck aan de deur na tegenvallende resultaten.

### Moeskroen-Péruwelz
Op 20 januari 2016 werd De Boeck aangesteld als hoofdtrainer van Moeskroen-Peruwelz. Hij volgde de ontslagen Čedomir Janevski op. In december van datzelfde jaar kreeg hij zelf zijn ontslag.

### KV Kortrijk
Na het ontslag van Yannis Anastasiou als hoofdcoach bij KV Kortrijk in november 2017 werd De Boeck aangesteld als nieuwe oefenmeester van de Kerels.
Samen met Lorenzo Staelens en Wouter Vrancken vormde hij de trainersstaf.
In zijn debuutjaar bij KV Kortrijk werd onder zijn bewind een stevige remonte ingezet. De finale van de Beker van België werd net niet behaald en tot op de laatste speeldag werd meegestreden voor een play-off I-plaats.
Nog voor de aanvang van play-off II werd bekend dat de trainer een contractverlenging heeft bereikt bij KV Kortrijk. Op 22 maart 2018 maakte de club bekend via zijn website dat de oud-verdediger een contract voor onbepaalde duur heeft bij de "Kerels".
Ongeveer een jaar na zijn aanstelling als hoofdcoach werd De Boeck in november 2018 door de club aan de deur gezet.

### KSC Lokeren
Op zondag 20 januari 2019 werd bekend dat De Boeck trainer werd bij KSC Lokeren. Hij volgde er de ontslagen Trond Sollied op die aan de deur werd gezet na tegenvallende resultaten. De Boeck kon Lokeren niet behoeden voor degradatie naar 1B, maar gaf wel een goede indruk bij het bestuur. Daarom mocht hij het nieuwe seizoen 2019-2020 aanvatten als trainer. De resultaten bleven echter achterwege. Op 17 november 2019 werd bekend dat De Boeck ontslagen werd.

### KV Kortrijk
Na het ontslag van Edward Still bij KV Kortrijk werd Glen De Boeck eind september 2023 aangesteld als nieuwe coach. Op 6 december, daags na het verlies in de Belgische Beker tegen RWDM, werd De Boeck na amper negen speeldagen alweer ontslagen.

## Spelerscarrière
| seizoen | club           | land            | competitie     | wed. | goals |
| ------- | -------------- | --------------- | -------------- | ---- | ----- |
| 1990/91 | Boom FC        | Vlag van België | Tweede Klasse  | 8    | 0     |
| 1991/92 | Boom FC        | Vlag van België | Tweede Klasse  | 27   | 1     |
| 1992/93 | KV Mechelen    | Vlag van België | Jupiler League | 33   | 3     |
| 1993/94 | KV Mechelen    | Vlag van België | Jupiler League | 32   | 2     |
| 1994/95 | KV Mechelen    | Vlag van België | Jupiler League | 28   | 0     |
| 1995/96 | RSC Anderlecht | Vlag van België | Jupiler League | 21   | 2     |
| 1996/97 | RSC Anderlecht | Vlag van België | Jupiler League | 9    | 0     |
| 1997/98 | RSC Anderlecht | Vlag van België | Jupiler League | 30   | 4     |
| 1998/99 | RSC Anderlecht | Vlag van België | Jupiler League | 26   | 2     |
| 1999/00 | RSC Anderlecht | Vlag van België | Jupiler League | 30   | 1     |
| 2000/01 | RSC Anderlecht | Vlag van België | Jupiler League | 26   | 0     |
| 2001/02 | RSC Anderlecht | Vlag van België | Jupiler League | 22   | 1     |
| 2002/03 | RSC Anderlecht | Vlag van België | Jupiler League | 24   | 3     |
| 2003/04 | RSC Anderlecht | Vlag van België | Jupiler League | 12   | 1     |
| 2004/05 | RSC Anderlecht | Vlag van België | Jupiler League | 7    | 1     |
| TOTAAL  | TOTAAL         | TOTAAL          | TOTAAL         | 335  | 21    |

## Trainerscarrière
Van 2005 tot 2007 was De Boeck hulptrainer bij RSC Anderlecht.
| seizoen | club                | land      | competitie            | prijzen                    |
| ------- | ------------------- | --------- | --------------------- | -------------------------- |
| 2007/08 | Cercle Brugge       | België    | Jupiler League        | nominatie trainer v/h jaar |
| 2008/09 | Cercle Brugge       | België    | Jupiler Pro League    |                            |
| 2009/10 | Cercle Brugge       | België    | Jupiler Pro League    |                            |
| 2010/11 | Germinal Beerschot* | België    | Jupiler Pro League    |                            |
| 2011/12 | VVV-Venlo**         | Nederland | Eredivisie            |                            |
| 2012/13 | Waasland-Beveren    | België    | Jupiler Pro League    |                            |
| 2013/14 | Waasland-Beveren    | België    | Jupiler Pro League    |                            |
| 2015/16 | Moeskroen-Péruwelz  | België    | Jupiler Pro League    |                            |
| 2016/17 | Moeskroen-Péruwelz* | België    | Jupiler Pro League    |                            |
| 2017/18 | KV Kortrijk         | België    | Jupiler Pro League    |                            |
| 2018/19 | KV Kortrijk*        | België    | Jupiler Pro League    |                            |
| 2018/19 | KSC Lokeren         | België    | Jupiler Pro League    |                            |
| 2019/20 | KSC Lokeren*        | België    | Challenger Pro League |                            |
| 2023/24 | KV Kortrijk*        | België    | Jupiler Pro League    |                            |

*Seizoen niet afgemaakt (ontslagen)

**Seizoen niet afgemaakt (opgestapt)

## Televisie
Van september 2012 tot november 2012 werkte hij als analist bij Sporting Telenet. 
De Boeck had in juli 2023 een overeenkomst met Eleven DAZN, rechtenhouder van de Jupiler Pro League, om gedurende dat voetbaljaar voor televisie te werken. Daar kwam echter vroegtijdig een eind aan toen hij in september 2023 opnieuw trainer werd bij KV Kortrijk. 

## Privéleven
De Boeck was getrouwd met Vanessa Thijs, zus van voormalig doelman Peter Thijs, met wie hij twee dochters heeft: Caro en Bo. In 2012 had hij een kortstondige relatie met het 11 jaar jongere model Jess Donckers.

## Palmares

### Als speler

#### RSC Anderlecht
- Eerste Klasse: 1999–00, 2000–01, 2003–04[13]
- Ligabeker: 2000
- Beker van België: 1996-97 (finalist)
- Sportploeg van het Jaar: 2000[14]
- Trofee Jules Pappaert: 2000, 2001[15]

### Als trainer

#### Cercle Brugge
- Beker van België: 2009-10 (finalist)[16]

1 De Wilde ·
2 Crasson ·
3 Staelens ·
4 Vidović ·
5 Borkelmans ·
6 Van der Elst  ·
7 Wilmots ·
8 Luis Oliveira ·
9 M. Mpenza ·
10 Nilis ·
11 Van Kerckhoven ·
12 Vande Walle ·
13 Verlinden ·
14 Scifo ·
15 Clement ·
16 De Boeck ·
17 Verstraeten ·
18 Verheyen ·
19 Van Meir ·
20 É. Mpenza ·
21 Boffin ·
22 Deflandre ·
Coach: Leekens
1 De Vlieger ·
2 Deflandre ·
3 De Boeck ·
4 Van Meir ·
5 Van Kerckhoven ·
6 Simons ·
7 Wilmots  ·
8 Goor ·
9 Sonck ·
10 Walem ·
11 Verheyen ·
12 Van der Heyden ·
13 Vandendriessche ·
14 Vermant ·
15 Peeters ·
16 Van Buyten ·
17 Englebert ·
18 Vanderhaeghe ·
19 Thijs ·
20 Strupar ·
21 Boffin ·
22 Mpenza ·
23 Herpoel ·
Coach: Waseige